# Eugenia de Reuss Ianculescu
Eugenia de Reuss Ianculescu, född 11 mars 1866, död 29 december 1938, var en rumänsk feminist.  
Hon blev 1894 en av grundarna av Liga Femeilor Române, som räknas som Rumäniens första feministiska kvinnoorganisation.